# Peeravaara
Peeravaara är ett berg i Finland. Det ligger i Enontekis i landskapet Lappland, i den norra delen av landet, 1 000 km norr om huvudstaden Helsingfors. Toppen på Peeravaara är 931 meter över havet, eller 248 meter över den omgivande terrängen. Bredden vid basen är 9,0 km.
Terrängen runt Peeravaara är kuperad norrut, men söderut är den platt.  Trakten runt Peeravaara är nära nog obefolkad, med mindre än två invånare per kvadratkilometer. Det finns inga samhällen i närheten. Omgivningarna runt Peeravaara är i huvudsak ett öppet busklandskap.